# Thalassochelydia
De Thalassochelydia zijn een clade van uitgestorven zeeschildpadden uit het Laat-Jura en het Vroeg-Krijt van Europa en Zuid-Amerika. De clade wordt gedefinieerd als de groep omvattende Eurysternum, Plesiochelys en Thalassemys, en alle soorten nauwer aan deze drie geslachten verwant dan aan Pelomedusa, Testudo en Protostega. Terwijl een clade die de families Eurysternidae, Plesiochelyidae en Thalassemydidae verenigt, werd ondersteund door fylogenetisch bewijs, werd er pas in 2017 een naam voor de clade gegeven, toen Jérémy Anquetin e.a. het concept Thalassochelydia bedachten dat zoiets als 'zeeschildpadden' betekent.
Terwijl de interne verwantschappen van de clade zo onzeker zijn dat de monofylie van de families twijfelachtig is, maakt de aanzienlijke diversiteit van Thalassochelydia het gebruik van de potentieel onnatuurlijke groepen nuttig om de verschillende morfologieën te beschrijven. De monofylie van Thalassochelydia werd verder ondersteund door een latere analyse door Serjocha Evers en Roger Benson in 2019, waar de groep, vertegenwoordigt door Solnhofia en Plesiochelyidae, het zustertaxon was van Sandownidae binnen de clade Angolachelonia, die, in tegenstelling tot zoals eerder gevonden door Anquetin et alii buiten de Cryptodira en Testudines lag.

## Biologie
Ten minste sommige taxa ontwikkelden flippers die vergelijkbaar zijn met die van chelonioide zeeschildpadden, een voorbeeld van convergente evolutie. De morfologie van de ledematengordels lijkt op die van moderne zeeschildpadden, wat suggereert dat ze op een vergelijkbare manier zwommen, dus onder water 'vliegend' waarbij de punten van de flippers achten beschreven en de voornaamste voortstuwende slag naar voren gericht was.

## Fylogenie
De onderstaande fylogenie van Thalassochelydische onderlinge verwantschappen volgt de resultaten van Anquetin en collega's in 2017.
|  | Achelonia    |
|  |              |
|  | Chelonides   |
|  |              |
|  | Eurysternum  |
|  |              |
|  | Hydropelta   |
|  |              |
|  | Idiochelys   |
|  |              |
|  | Palaeomedusa |
|  |              |
|  | Parachelys   |
|  |              |
|  | Solnhofia    |
|  |              |

|  | Craspedochelys |
|  |                |
|  | Plesiochelys   |
|  |                |
|  | Portlandemys   |
|  |                |
|  | Tropidemys     |
|  |                |

|  | Achelonia    |
|  |              |
|  | Chelonides   |
|  |              |
|  | Eurysternum  |
|  |              |
|  | Hydropelta   |
|  |              |
|  | Idiochelys   |
|  |              |
|  | Palaeomedusa |
|  |              |
|  | Parachelys   |
|  |              |
|  | Solnhofia    |
|  |              |

|  | Craspedochelys |
|  |                |
|  | Plesiochelys   |
|  |                |
|  | Portlandemys   |
|  |                |
|  | Tropidemys     |
|  |                |

Alle soorten, behalve Neusticemys uit de Vaca Muerta van Patagonië, zijn bekend uit Europa. Een thalassochelydische schedel van de oude Purbeck-groep uit het Berriasien van Zuid-Engeland vertegenwoordigt het enige betrouwbare Krijtverslag van de groep.
Een studie uit 2018 wees uit dat Sandownidae een zustergroep vertegenwoordigden van Thalassochelydia, onder de clade Angolachelonia. Evenzo bleek uit een studie uit 2021 dat Protostegidae en Sandownidae mogelijk nauw verwant zijn aan of zelfs leden van Thalassochelydia, hoewel de exacte affiniteiten van de clade nog steeds een open vraag zijn. Als Protostegidae worden opgenomen, ligt de clade mogelijk net buiten de Chelonioidea, waartoe de bestaande zeeschildpadden behoren.